# Огист Базил
Огист Базил (фр. Auguste Bazille; Париз, 27. мај 1828 — Боа Коломб 18. април 1891) био је париски оргуљаш, композитор, диригент и учитељ.

## Живот и каријера
У родном граду је био бриљантан студент на Конзерваторијуму у Паризу  (прво награђени, 1841. за хармонију, 1845 за фугу, 1846 до 1847 за органу и носилац 2. Гран Прија Рима 1848).
Водио је троструку каријеру као органиста, као диригент у комичној опери, затим као професор практичне хармоније и пратње на Париском конзерваторијуму .
За новог органисту цркве Свете Елизабете Угарске у Паризу изабран је 1853. године, у којој је свирао на неколико битних догађаја. У више наврата пустио је у рад неколико нових инструмената, па је тако од 1848. називан Цењени импровизатор, врло радо позивана на инаугурацију органа, у Паризу и у провинцијама (St Sulpice, Paris, 1862, St Eustache, Paris, 1854, Saint Germain des Prés у Паризу Руану Тулусу Нанцију...).
Као вокални редитељ у Опери Комик , повезан је са париским светом опере и комичном опере. Нарочито је близак са Шарлом Гуноом и Жоржом Бизеом (коме је на сахрани свирао органу), Louis James Alfred Lefébure-Wély (коме је свирао оргуље на венчању његове ћерке).
Као наставник практичне хармоније на клавиру (клавирска пратња), Базил је обучавао многе ученике, од којих су најпознатији били композитори Клод Дебиси и Мел Бони (Mélanie Bonis).
Као композитор, Базил је био најпознатији по клавирским аранжманима савремених опера и оперета. Заједно са Louis Clapisson-ом, François-Auguste Gevaert-ом и Ferdinand Poise-ом компоновао је једночинку оперете La Poularde de Caux, која је изведена у Позоришту на краљевском тргу у Паризу.